# Deltoptila costaricensis
Deltoptila costaricensis är en biart som först beskrevs av Heinrich Friese 1917.  Deltoptila costaricensis ingår i släktet Deltoptila och familjen långtungebin. Inga underarter finns listade i Catalogue of Life.